# ユダ (北斗の拳)
ユダは、漫画『北斗の拳』に登場する架空の人物。

## 声の出演
- 島田敏（テレビアニメ版、PS版ゲーム、格闘ゲーム）
- 佐々木誠（パンチマニア 北斗の拳）
- 小西克幸（『北斗の拳 激打3 〜タイピング百裂拳〜』）
- 谷山紀章（アニメ版『天の覇王』、『北斗の拳 イチゴ味』）
- 馬場圭介（北斗無双）
- 中尾隆聖（『ぱちんこCR北斗の拳 剛掌』、『LEGENDS ReVIVE』）
- 津田健次郎（DD北斗の拳）

## 外見・身体的特徴など
身長183cm、体重99kg、バスト133cm、ウエスト93cm、ヒップ108cm、首周り43cm（データは週刊少年ジャンプ特別編集『北斗の拳 SPECIAL』の「拳聖烈伝」による）。
紅い髪。背中まで達するウェーブのかかったロングヘアスタイル。左右の髪の一部を編んでいる。
顔は右の上唇の上にある小さなホクロが特徴であり、紅色系のアイシャドウとパープルの口紅で妖艶な化粧をほどこす。
カルチャー・クラブのボーイ・ジョージに酷似した、中性的な容貌を持つ（宝島社 『北斗の拳 完全読本』）が、身体は他の戦士達と同じく鍛え上げられた筋肉で隆々としている。
衣装は深紅の軍服に紫のマントを着用し、首にはうす緑色のマフラーを巻く。右手には「UD」の印がある金色のブレスレットを装着。

## 人物
南斗六聖拳の一人で『裏切り』の宿命を背負う「妖星」の男。拳速に優れ、その衝撃波による斬撃に長じる南斗紅鶴拳の伝承者。その拳名の由来は返り血で身を紅く染めた鶴の姿と言われる。配下には副官のダガールと腹心であるコマク等がいる。
自身の美と知略を誇るナルシスト。背負う星の宿命にもこだわりを持ち、自らの「妖星」が「裏切りの星」と呼ばれるのを否定し「最も美しく輝く星、天をも動かす美と知略の星」、「俺はこの世で一番強く、美しい」と、誇りと共に自称している。
核戦争後、拳王ことラオウの台頭が始まると、配下の南斗二十三派を引き連れて彼と手を結んだ。実質的には拳王上位の同盟関係であるが、ユダのこの行動が、後の南斗六聖拳分裂の引き金となった（ユダを動かした黒幕はサウザーであり、「平和を望む者」と「覇権を目指す者」とに対立していた南斗は、ユダの裏切りにより「覇権を目指す者」側へと形勢は傾き、サウザーが望む戦乱の世となった）。拳王軍の風下に立つ同盟関係ではあるが、ラオウの部下ではない。
ラオウがケンシロウとの壮絶な相打ちの後、一時期姿を眩まして消息が途絶えると、帝国支配も目論みながらも部下の甘言にも耳を貸さず、早々に行動してラオウの領地を略奪するなどの愚挙に出なかった慎重さを持つ。だが、その聡明さに似ぬ異常なまでの美への妄執から、修業時代にレイの奥義の華麗さに一瞬心を奪われ、同時に激しい嫉妬心を抱いていた。
核戦争後、戦乱の世になると、美の権化としての性情から各地から美女を拉致し調教、居城に侍らせている。拉致した美女には左肩にUD（ユダ）の焼印を押して、自分の女であるという証拠を残していた。また、マミヤの美しさの噂を聞き、彼女の20歳の誕生日に両親を殺害し、マミヤを自分の居城に連れ去った過去を持つ。
後に、レイはマミヤの壮絶な過去、そして今も縛られる生き方の原因がユダであることを知り、愛するマミヤの為に余命わずかの身体を押してユダを倒す決意をする。ユダはマミヤの過去を知ったレイが自分を倒しにくるだろうと予見して先回りしており、自分の居城に副官のダガールを配置して自身は居城を立ち去り、自身のもとへ辿り着く前にレイの余命が尽きるのを待つことを目論み、『裏切り』の宿命星のままに行動した。ユダの居城でダガールと対面したレイとケンシロウは、ユダの居場所を自白させる為にダガールに全身の痛みを伴う秘孔「頸中から下扶突」を押し、痛みに耐えられないダガールは「ユダはブルータウンに居る」と明かした。レイ達が立ち去った後にダガールの前にユダは現れ、「お前が口をわるのは分かっていた」「お前に本当のことを言うほど俺は愚かではない」と副官であるダガールまでも裏切って行動していたユダは、「南斗紅鶴拳」でダガールを指一本で殺害した。
同時に配下のコマクからの知らせで、マミヤが「死兆星」を見ていることを知る。愛するマミヤが死ぬ運命であるのも知らずに、己の命をかけて自身を倒そうとしているレイを嘲笑い、レイの「義星」である「人のために生き、人のために命を懸ける」宿命星を、「ピエロの星」と蔑み、憎悪を込めて罵った。
その後、レイの余命が尽きかける頃を見計らってマミヤと再開したユダは、マミヤの死の運命の鍵を握っているのはユダ自身であることを告げ、彼女を捕らえる。
しかし時を同じくして、レイはトキの秘孔「心霊台」によって余命をわずかに伸ばしており、マミヤを捕らえていたユダの前にレイが立ちはだかり、決闘になる。
マミヤの命運を懸けたレイとの戦いが始まるが、死に際を決めたことから迷いを捨てたレイには隙がなく、技の切れに雲泥の差があり圧倒される。ユダはことごとくレイの技を受け、劣勢に追い込まれるが、レイの水鳥拳の起点である脚を封じる為にダムを崩壊して流砂をつくり、極めて足場を不安定にしたことで一時レイを追い込んだが、逆立ちのように両腕を使った反動で流砂から脱したレイの奥義に、修行時代と同じく再び心を奪われて不覚を取り、両肩を貫かれ敗北。その時点では絶命しなかったが、レイの両腕をとり、その両腕を自身の胸に貫かせ、レイへの憎悪が修行時代からの羨望の裏返しであったことを告白し、レイが自分より「美しく強い男」であることを認め「ただ一人この世で認めた男」と言い遺し、レイの腕の中で静かに息を引き取った。
死後、それまでユダに従っていた部下達は「俺達は将を誤った。今はやはり知略じゃなく力の時代なんだ！」と見限り、一斉に去っていった。それを目の当たりにし、勝利したレイ自身も余命幾ばくもなく、ユダに向けて「お前もまた孤独。だが、俺もすぐに行く…」と言葉を送った。

## 奥義に関して
- レイを痛めつけた南斗紅鶴拳奥義「伝衝裂波」（奥義名はアニメによる）は、ケンシロウが北斗神拳奥義「水影心」で模倣し、シュウや修羅との戦いで威力を発揮した（ただし、テレビアニメではそれ以前に、マミヤの村での戦いにおいてラオウがケンシロウに対して使用している）。
- 原作において発動する前にレイに敗れて謎に終わった奥義「血粧嘴」に関しては、『天の覇王 北斗の拳ラオウ外伝』でのラオウとの対戦の描写で明らかとなり、虎爪の型の両拳から無数の衝撃波を放つ技となった。しかし「小鳥の囀り」と酷評された挙句、全く通用しないまま馬上のラオウから反撃を受けて敗北した。
 アーケードの対戦型格闘ゲーム『北斗の拳』においては、高速の飛び道具を放って防御を封じた上で突進し敵を貫く技として描かれ、一撃必殺奥義としてはトキの「北斗有情破顔拳」に匹敵する高性能を誇る。
- アニメ『北斗の拳 ラオウ外伝 天の覇王』では、ユダはラオウに対し、奥義「点穴縛（てんけつばく）」を使おうとするが、副官で泰山天狼拳のリュウガと軍師のソウガに阻まれてしまう。その後、ユダはソウガの崇山旋風脚で倒されてしまったので、「点穴縛」は謎の奥義となっている。

## その他
- 過去に捕らえたマミヤは、焼印を押した数日後にユダの居城から脱走されている。その後、死兆星を見たマミヤの命運を握る人物として、彼女の前に再び現れる。マミヤの命運を懸けてレイと決闘になるも敗北。ユダは臨終の際、「心から美しいと認めてしまったものに対して俺は無力になる、だからマミヤに何も出来なかった」とマミヤを横目に見やりながらレイに告白しており、マミヤに対しては、「本当の美しい女性」であると認めていた。事実、レイとの決闘の際にマミヤを捕まえておきながら、彼女に傷一つ付けなかった事がそれを証明している。
- 自身を「神が造り出した、最も美しく最も強い、至上の男」とし、自身を愛する資格があるのは、「完璧に美しい者だけ」という考えを持ち、各地から美女を捕らえて居城に拉致していた。この考えから自分より美しい男の存在は許せず、レイに見惚れた配下には、決闘中にもかかわらず「俺より美しい者はこの世にいないのだ」と配下の顔を切り刻んで殺害した。
- 彼の完璧主義な美意識から自身の身体に「傷」を持つことは許されず、レイとの決戦では顔に傷を負わされた際に「この俺の顔に傷を」と言葉を発している。また、これは先述の居城に侍らせている焼印を押された美女達にも当てはめられており、劇中では美女の1人が額に傷を持っていたことを見抜くや、配下の雑兵に下げ渡し好きにさせた後、荒野に捨てるという非道行為をしていた。また、『天の覇王』ではそうした女性の1人であるイザベラが手柄を立てた[2]にもかかわらず、ダガールから首にかすり傷があるという理由で捨てられた挙句、最後には殺されている。
- レイが主人公のスピンオフ作品『蒼黒の餓狼 -北斗の拳 レイ外伝-』では終盤でレイとロフウの師弟対決を見守っていたが、ロフウへの怒りに駆られて拳を振るう姿を「醜い」と酷評し、結末を見ることなく去っていった。
- 原作ではサウザーに操られる形でラオウと同盟を組んだが、ゲーム『北斗無双』の幻闘編ではサウザー率いる聖帝軍改め「南斗軍」の将となり、ラオウ率いる「北斗軍」と激突する。この時、不発弾のミサイルを改造した時限爆弾を用意して北斗軍を吹き飛ばそうとするが、この策略はトキやジャギ、マミヤ達からいずれも「驚くべき策」と評された。また、幻闘編のレイの章では原作とは反対に、レイを人質作戦で完全に手玉にとって操るが、終盤ではその人質たるマミヤの反抗や、レイの行動に関係なくマミヤに暗殺部隊を送るなど策を弄しすぎた結果、自分の意思で戦うと決意したレイに敗れる。だが、死の間際に「俺はお前を操りながら、心のどこかでこうなることを望んでいた」と告白した。
- ユリアを除く南斗六聖拳の伝承者では唯一ケンシロウと対決していない。そのため原作やアニメでの回想シーンに登場する機会がほとんど無いほか、スピンオフ作品『北斗の拳 イチゴ味』ではリボルテックシリーズでの未製品化や[3]、究極版の表紙に登場しない[4]等、その扱いの低さをイジられることが多い。
- ただしゲームなどでは概ねプレイアブルキャラクターに選ばれており、格闘ゲーム「北斗の拳」では10人しかいないプレイアブルキャラクターの一人として、南斗キャラで絞れば、レイ、シン、サウザーと一緒に選抜されている。
- 『北斗の拳』の連載35周年を記念して行われた人気投票「国民総選挙」では、第14位にランクインしている。